# George Thomas Napier
George Thomas Napier (Londra, 30 giugno 1784 – Ginevra, 16 settembre 1855) è stato un generale britannico.

## Biografia
Suo padre era il colonnello George Napier (1751–1804), mentre sua madre era lady Sarah Lennox (1745–1826), figlia di Charles Lennox, II duca di Richmond. Tra i suoi fratelli si ricordano sir Charles James Napier (1782–1853), Comandante in Capo dell'India, sir William Francis Patrick Napier (1785–1860), soldato e storico militare, e Henry Edward Napier (1789–1853), ufficiale della marina e storico anch'egli.
Entrò al servizio dell'esercito britannico nel 1800, e mostrò le sue capacità sotto a Sir John Moore ed al duca di Wellington nel corso della guerra d'indipendenza spagnola. Perse il braccio destro durante l'assedio di Ciudad Rodrigo mentre, con il grado di maggiore del 52º reggimento Oxfordshire di fanteria, guidò la divisione leggera.
Divenne maggior generale nel 1837, cavaliere dell'Ordine del Bagno nel 1838 e tenente generale nel 1846. Tra il 1839 ed il 1843 fu governatore e comandante in capo dell'esercito nella Colonia del Capo, ed in questo periodo gli avvenimenti principali furono l'abolizione dello schiavismo e l'espulsione dei Boeri dalla provincia di KwaZulu-Natal. Gli fu offerto, ma rifiutò, il comando generale dell'India dopo la battaglia di Chillianwalla, ed anche quello dell'esercito sardo nel 1849. Divenne generale nel 1854. Morì a Ginevra, in Svizzera, il 16 settembre 1855, all'età di 71 anni.
La sua autobiografia, Passages in the Early Military Life of General Sir G.T. Napier, fu pubblicata nel 1885 dal figlio, il generale William Craig Emilius Napier (autore a sua volta di un'importante opera sugli avamposti).
La città di Napier (Sudafrica) porta il suo nome, così come la Napier House del Fairbairn College, a Goodwood (Città del Capo).
Sposò Frances Dorothea Blencowe, precedentemente sposata con William Peere Williams Freeman.

## Ascendenza
|                                     |                                    |                                                     | Genitori                                   |  |  | Nonni |  |  | Bisnonni                    |  |  | Trisnonni                  |  |
|                                     |                                    |                                                     |                                            |  |  |       |  |  | William Scott, II baronetto |  |  | Francis Scott, I baronetto |  |
|                                     |                                    |                                                     |                                            |  |  |       |  |  | William Scott, II baronetto |  |  | Francis Scott, I baronetto |  |
|                                     |                                    | Henrietta Kerr                                      |                                            |  |  |       |  |  | William Scott, II baronetto |  |  |                            |  |
| Francis Napier, VI lord Napier      |                                    |                                                     |                                            |  |  |       |  |  | William Scott, II baronetto |  |  |                            |  |
|                                     |                                    | Elizabeth Brisbane                                  | John Brisbane                              |  |  |       |  |  |                             |  |  |                            |  |
|                                     |                                    | Elizabeth Brisbane                                  | John Brisbane                              |  |  |       |  |  |                             |  |  |                            |  |
|                                     |                                    | Elizabeth Brisbane                                  | Margaret Brisbane, V lady Napier           |  |  |       |  |  |                             |  |  |                            |  |
| George Napier                       |                                    | Elizabeth Brisbane                                  |                                            |  |  |       |  |  |                             |  |  |                            |  |
|                                     |                                    | Charles Hope, I conte di Hopetoun                   | John Hope                                  |  |  |       |  |  |                             |  |  |                            |  |
|                                     |                                    | Charles Hope, I conte di Hopetoun                   | John Hope                                  |  |  |       |  |  |                             |  |  |                            |  |
|                                     |                                    | Charles Hope, I conte di Hopetoun                   | Margaret Hamilton                          |  |  |       |  |  |                             |  |  |                            |  |
| Henrietta Mary Hope                 |                                    | Charles Hope, I conte di Hopetoun                   |                                            |  |  |       |  |  |                             |  |  |                            |  |
|                                     |                                    | Henrietta Johnstone                                 | William Johnstone, I marchese di Annandale |  |  |       |  |  |                             |  |  |                            |  |
|                                     |                                    | Henrietta Johnstone                                 | William Johnstone, I marchese di Annandale |  |  |       |  |  |                             |  |  |                            |  |
|                                     |                                    | Henrietta Johnstone                                 | Sophia Fairholm                            |  |  |       |  |  |                             |  |  |                            |  |
| George Thomas Napier                |                                    | Henrietta Johnstone                                 |                                            |  |  |       |  |  |                             |  |  |                            |  |
|                                     | Charles Lennox, I duca di Richmond | Charles II, re d'Inghilterra, di Scozia e d'Irlanda |                                            |  |  |       |  |  |                             |  |  |                            |  |
|                                     | Charles Lennox, I duca di Richmond | Charles II, re d'Inghilterra, di Scozia e d'Irlanda |                                            |  |  |       |  |  |                             |  |  |                            |  |
|                                     | Charles Lennox, I duca di Richmond | Louise Renée de Penancoët de Kérouaille             |                                            |  |  |       |  |  |                             |  |  |                            |  |
| Charles Lennox, II duca di Richmond | Charles Lennox, I duca di Richmond |                                                     |                                            |  |  |       |  |  |                             |  |  |                            |  |
|                                     |                                    | Anne Brudenell                                      | Francis Brudenell, barone Brudenell        |  |  |       |  |  |                             |  |  |                            |  |
|                                     |                                    | Anne Brudenell                                      | Francis Brudenell, barone Brudenell        |  |  |       |  |  |                             |  |  |                            |  |
|                                     |                                    | Anne Brudenell                                      | Frances Savile                             |  |  |       |  |  |                             |  |  |                            |  |
| Sarah Lennox                        |                                    | Anne Brudenell                                      |                                            |  |  |       |  |  |                             |  |  |                            |  |
|                                     |                                    | William Cadogan, I conte Cadogan                    | Henry Cadogan                              |  |  |       |  |  |                             |  |  |                            |  |
|                                     |                                    | William Cadogan, I conte Cadogan                    | Henry Cadogan                              |  |  |       |  |  |                             |  |  |                            |  |
|                                     |                                    | William Cadogan, I conte Cadogan                    | Bridget Waller                             |  |  |       |  |  |                             |  |  |                            |  |
| Sarah Cadogan                       |                                    | William Cadogan, I conte Cadogan                    |                                            |  |  |       |  |  |                             |  |  |                            |  |
|                                     |                                    | Margaretta Cecilia Munter                           | Jan Munter                                 |  |  |       |  |  |                             |  |  |                            |  |
|                                     |                                    | Margaretta Cecilia Munter                           | Jan Munter                                 |  |  |       |  |  |                             |  |  |                            |  |
|                                     |                                    | Margaretta Cecilia Munter                           | Margaretha Trip                            |  |  |       |  |  |                             |  |  |                            |  |
|                                     |                                    | Margaretta Cecilia Munter                           |                                            |  |  |       |  |  |                             |  |  |                            |  |